# Kevin Nowlan
Kevin Nowlan, est un encreur, dessinateur, coloriste et un scénariste américain de comics.

## Biographie
Kevin Nowlan est né en 1958 au Nebraska, États-Unis. Dès son plus jeune âge, il est entouré des comics, qu'il trouve dans différents commerces, dans les journaux, et auprès de son grand frère.
Autodidacte, il commence sa carrière chez Amazing Heroes et le Comics Journal; il contribue dans sa carrière à de nombreuses séries, chez différents éditeurs, parmi lesquels DC Comics (Batman, Superman, Green Lantern), Marvel (Moon Knight, X-Men), Dark Horse (The Goon, Hellboy).
Il travaille avec Bruce Timm et Mike Mignola (qu'il connaît déjà pour avoir encré ses dessins dans les années 1980, et dont il suit le travail de près,) en tant que chara-designer pour la série Batman, la série animée de 1992, notamment sur les personnages du Chapelier Fou et de Man-Bat.
Il retrouve Mike Mignola au début de sa série Hellboy, dont il crée le logo. Plus tard, il réalise une histoire complète de cette série (Hellboy: Buster Oakley Gets His Wish) qu'il dessine, encre, met en couleur et dont il réalise la couverture. Il continuera dans cet univers avec la série Lobster Johnson.
Avec Alan Moore, il crée le personnage de Jack B. Quick pour la revue du scénariste, America's Best Comics.
Nowlan est également connu pour ses nombreuses illustrations et couvertures; il se fait relativement rare en tant que dessinateur, préférant le travail d'encreur.

## Inspirations et influences
Nowlan affirme que ses influences sont visibles dans son propre travail.
Il cite notamment les artistes Bob Oksner, Neal Adams, Alex Toth, Berni Wrightson, Frank Frazetta, Gil Kane, Mike Mignola et Wally Wood.
Parmi les artistes européens, il mentionne notamment Vittorio Giardino et Hugo Pratt.

## Publications

### Version française
- Superman/Aliens (2011, Soleil Productions)
- Hellboy : La Fiancée de l'enfer (2012, Delcourt)

### Version originale
- Moon Knight (Marvel):
  - Colloquy (#29, 1983)
  - A Box of Music for Savage Studs (#31-32, 1983)
  - Exploding Myths (#33, 1983)
  - Second Wind (#35, 1984)
- Green Lantern (#3, DC Comics, 1987)
- Batman Black and White (#4, DC Comics, 1996)
- Aliens: Havoc (#1, Dark Horse Comics, 1997)
- Jack B. Quick (avec Alan Moore, 1999)
- Green Lantern/Superman: Legend of the Green Flame (DC Comics, 2000)
- 9-11: Untitled (Dark Horse, 2002)
- Modern Masters: Kevin Nowlan (TwoMorrows Publishing, 2004)
- 52 (DC Comics):
  - The Origin of Elongated Man (#13, 2006)
  - The Origin of Adam Strange (#20, 2006)
- The Goon: Noir (#2, Dark Horse, 2006)
- X-Men: First Class Special - The Museum of Oddities (Marvel, 2007)
- Hellboy: Buster Oakley Gets His Wish (Dark Horse, 2011)
- Infernal Man-Thing (#1-3, Marvel, 2012)

## Récompenses
Kevin Nowlan est récompensé par des prix prestigieux pour ses réalisations en tant qu'encreur :
- 1993 : Prix Eisner du meilleur encreur pour Batman: Sword of Azrael;
- 1996 : Prix Harvey du meilleur encreur pour Superman vs. Aliens (en)
- 2000 : Prix Eisner du meilleur dessinateur/encreur pour Jack B. Quick ; de la meilleure anthologie pour Tomorrow Stories (avec Alan Moore, Rick Veitch, Melinda Gebbie et Jim Baikie)
- 2008 : Prix Harvey du meilleur encreur pour Witchblade
- 2008 : Prix Inkwell du meilleur finisseur/embelliseur
- 2011 : Temple de la renommée Joe Sinnott, pour son travail d'encreur
- 2015 : Prix Inkpot